# GE 289A Boxcab
La serie GE 289A Boxcab es una locomotora eléctrica producida por General Electric en la década de 1920 en la fábrica de Schenectady, Nueva York, Estados Unidos. Siete de estas locomotoras siguen en uso en el siglo XXI (en 2009) y son operadas por la Sociedad Química y Minera de Chile.
Las locomotoras tienen un ancho de vía de 1067 mm, y las placas del constructor de las locomotoras en Chile muestran los siguientes detalles técnicos de las unidades: Class B-B - 134/134-E-4GE289A, operando con 1500 VDC.